# Свято-Николаевский собор (Вашингтон)
Свято-Николаевский собор (англ. St. Nicholas Cathedral) — главный собор Православной Церкви в Америке, кафедра Блаженнейшего Тихона, Архиепископа Вашингтонского, Митрополита всей Америки и Канады.
Первая приходская церковь была построена на средства эмигрантов из России в 1930 году.
Нижняя часть храма была завершена в 1954 году и использовалась для церковных служб, пока строилась верхняя. Строительство собора было завершено в конце 1962 года. Колокольня в честь тысячелетия крещения Руси, была освящена в 1988 году.
При помощи Русской православной церкви совершена отделка храма. Начиная с 1991 года иконописцы из Москвы во главе с Александром Маскальоновым расписывали весь неф в традиционном стиле. Эта работа была завершена в 1994 году.
Настоятель (декан) — протоиерей Джозеф Фестер (с марта 2011 года).